# Весловский полуостров
Весловский полуостров (в просторечии «Весло» из-за характерной формы) расположен на крайнем юге острова Кунашир. Оканчивается одноимённым мысом. Представляет собой частично заболоченную песчаную косу длиной около 12 километров с дюнами, зарослями тростника и высокотравья, а также небольшим внутренним водоёмом. Данный полуостров является самой крупной аккумулятивной формой рельефа на Курилах и является единственной косой свободного типа. В 2013 году остров стал объектом изучения сразу трёх российских институтов — Дальневосточного, Южно-Сахалинского и Московского. Исследователи установили, что Головнинский клиф, который тянется от мыса Пузанова до устья реки Белозерка, активно размывается водами течения Соя. Ежегодно эрозия волн и ветров отнимает у стенки клифа до 3 метров земли. Однако намытый материал откладывается вдоль полуострова Весловский. Также было установлено, что сам полуостров сформировался таким образом всего около двух тысяч лет назад. С севера полуостров врезается в пролив Измены, образуя залив Измены; справа от него расположен Южно-Курильский пролив. В 1984 году полуостров включил в свой состав Курильский заповедник. На полуострове до сих пор можно наткнуться на врытые в песок танки, оставшиеся здесь после войны. С конца 70-х годов XX века на полуострове стал гнездиться японский журавль, с конца 1990-х — лысуха. Оба вида включены в Красную книгу.